# Pseudocyphellen

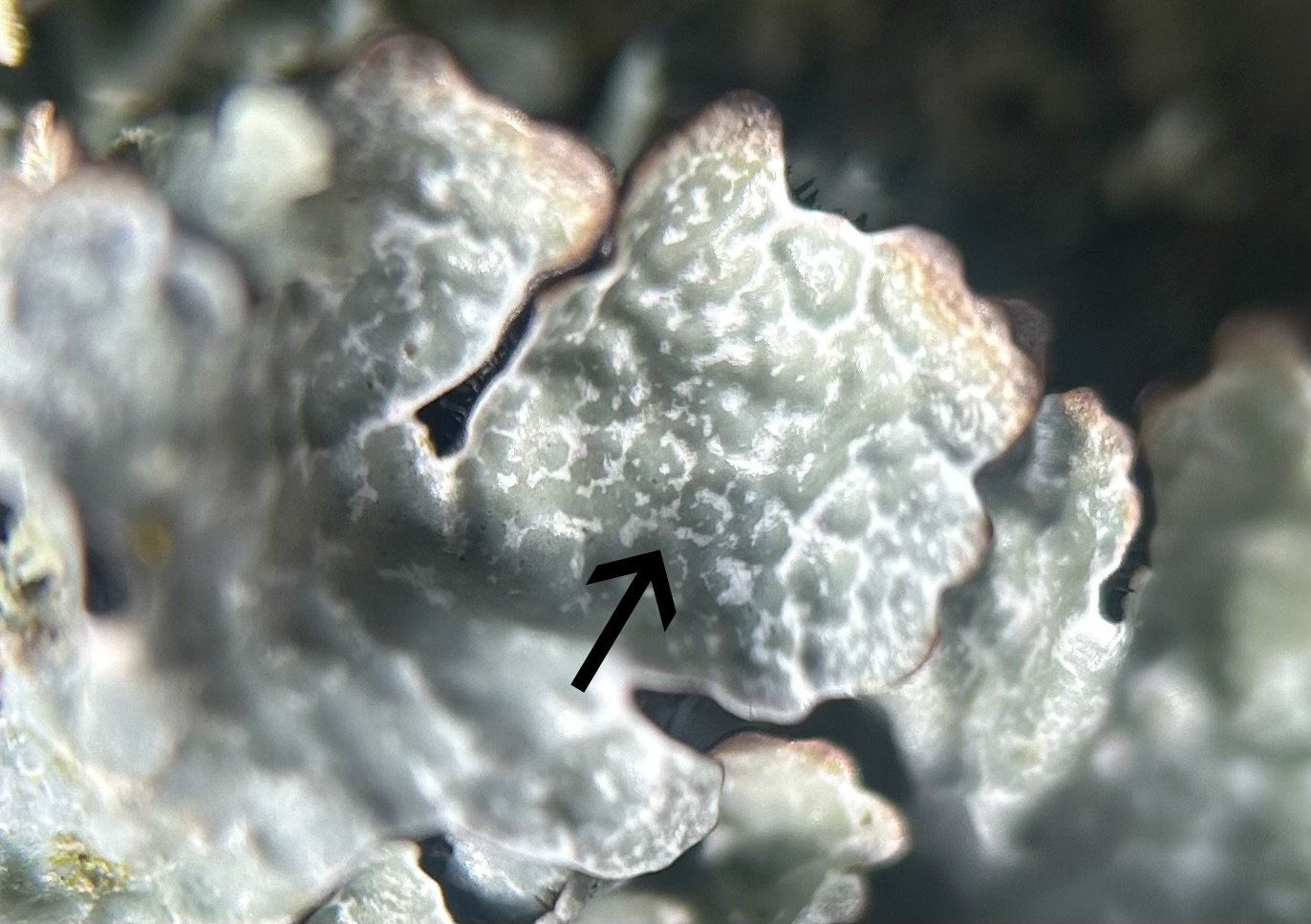
Pseudocyphellen bij gewoon schildmos.

Pseudocyphellen zijn structuren in korstmossen die als kleine poriën op het buitenoppervlak verschijnen. Ze zien er uit als kleine, punt- tot streepvormige openingen in het oppervlak van het thallus en zorgen voor de gasuitwisseling.
Pseudocyphellen worden veroorzaakt wanneer er een breuk is in de schors (cortex) van het thallus en de hyfen in de merglaag (medulla) zich naar het oppervlak uitstrekken. Ze zijn  typerend voor sommige vertegenwoordigers van bijvoorbeeld de genera Bryoria, Parmelia of Pseudocyphellaria.

## Fotogalerij

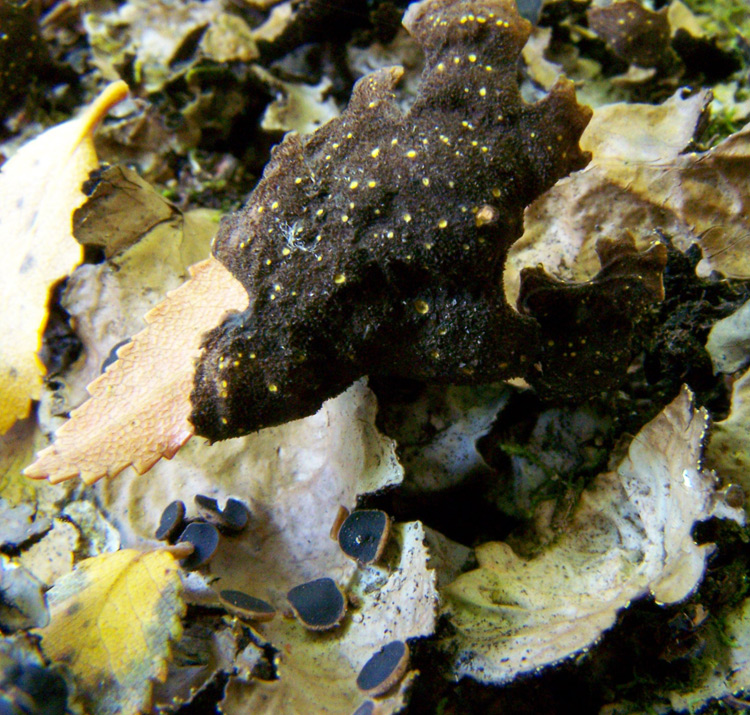
Pseudocyphellen (gele puntjes) aan de onderkant van een korstmos uit het geslacht Pseudocyphellaria
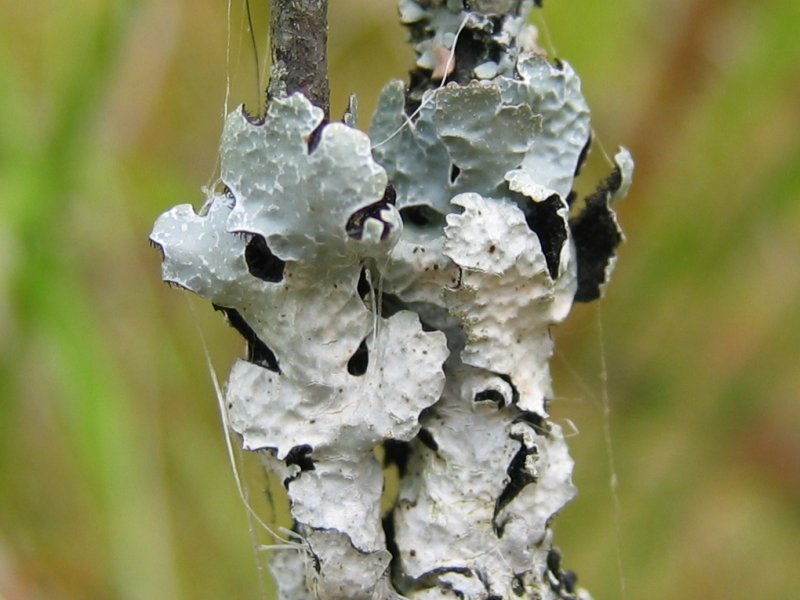
Pseudocyphellen (witte streepjes) op gewoon schildmos (Parmelia sulcata)
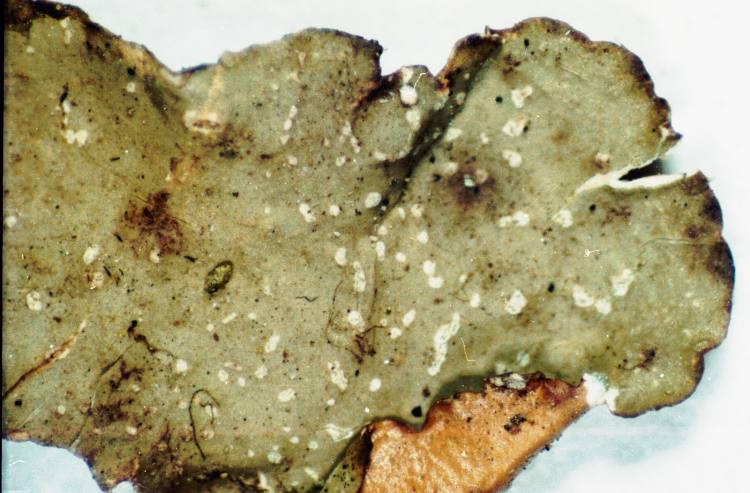
Pseudocyphellen (witte puntjes) op korstmos uit het geslacht Cetrelia
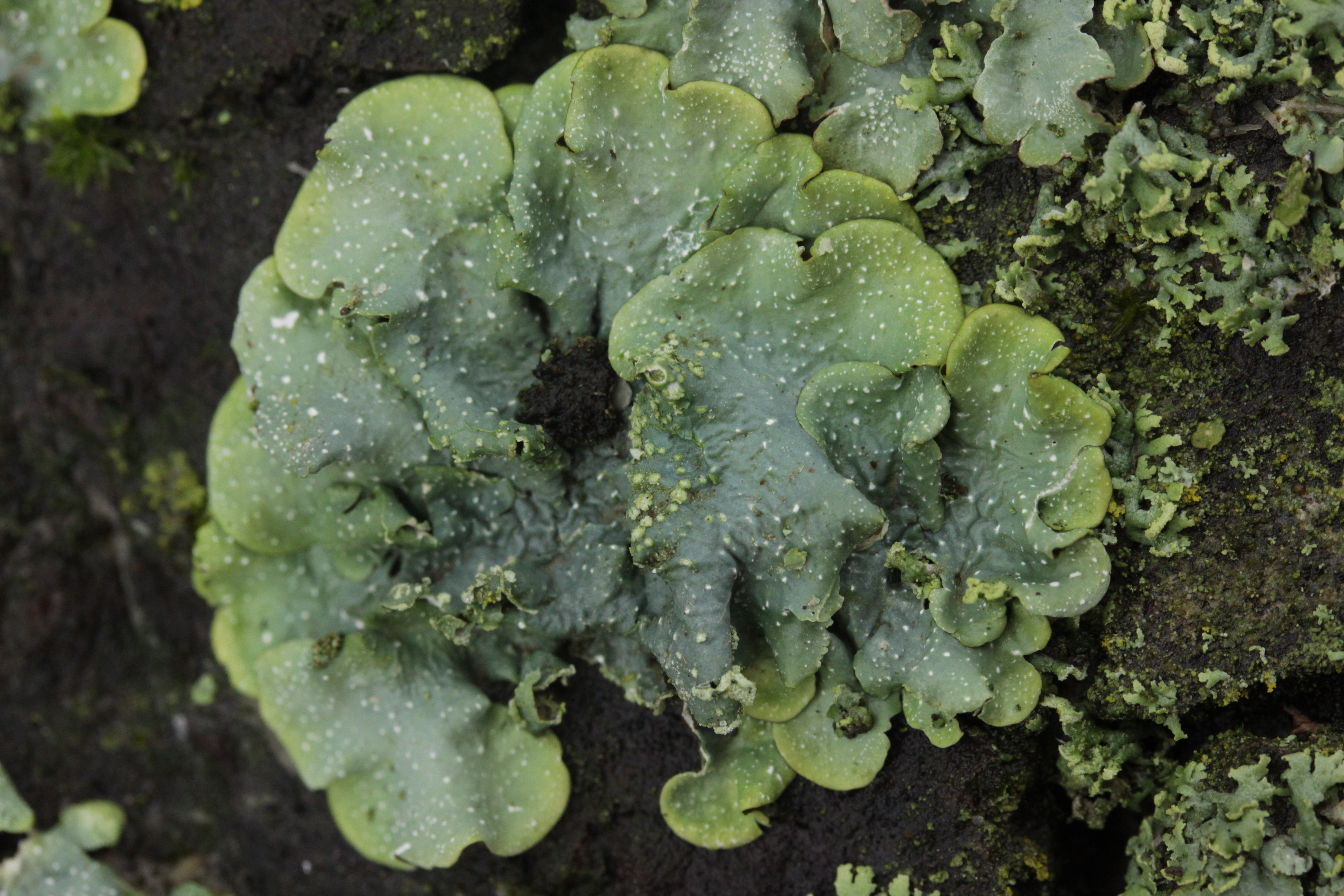
Puntvormige pseudocyphellen op witstippelschildmos (Punctelia borreri)